# 宇川加工所
宇川加工所は、京都府京丹後市丹後町宇川地域の農林水産物の加工を目的に2013年（平成25年）に50～60歳代の宇川住民11名により結成されたグループ。地域の活性化を目的に誕生し、宇川地域住民及び宇川地区連合会のあらゆる活動拠点である宇川アクティブライフハウス開設のきっかけとなった。2014年（平成26年）以降、宇川アクティブライフハウスの厨房を活動拠点とする。
過疎と高齢化が進行する中、地域住民の買い物場所を確保するための朝市の開催や移動販売車の誘致などの取り組みを評価され、2022年（令和4年）度、総務省の「ふるさとづくり大賞」において団体表彰にあたる「総務大臣表彰」を受賞した。

## 概要

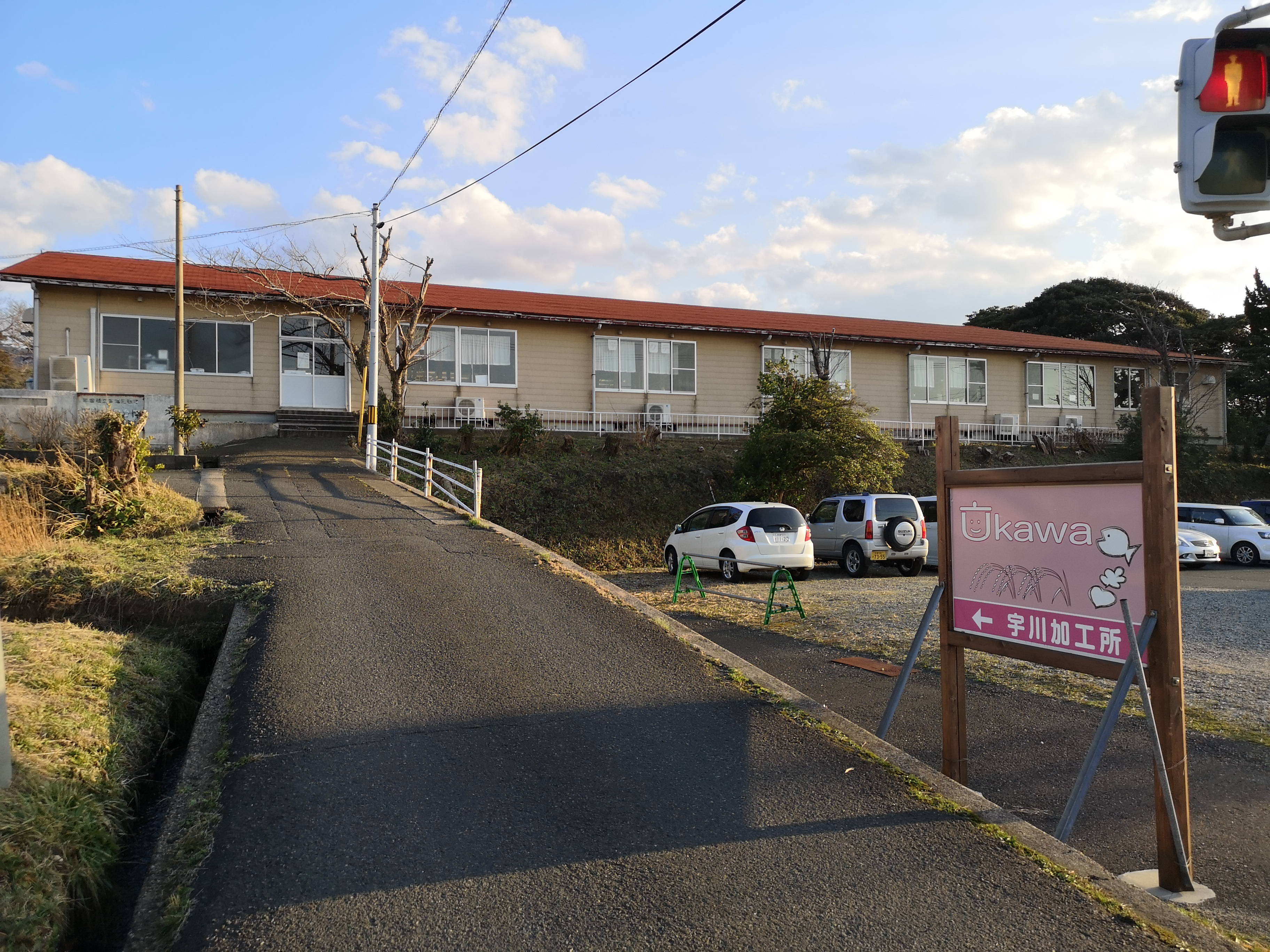
活動拠点の厨房がある宇川アクティブライフハウス

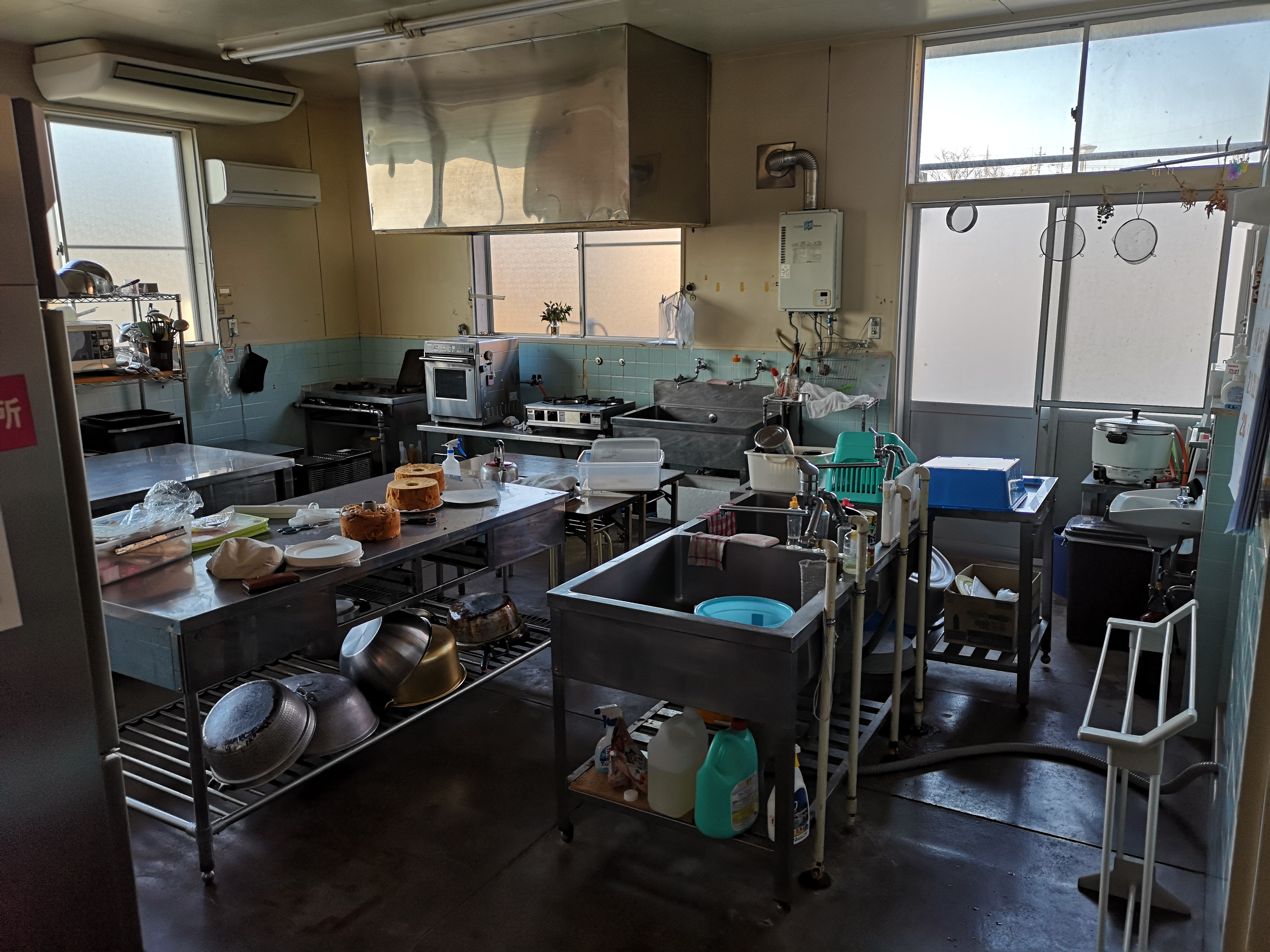
活動拠点である厨房

2013年（平成25年）10月に宇川地域の女性を中心に結成された団体である。「地元食材で宇川を元気に！」を合言葉に宇川の農水産物を活用した特産品の開発やイベント販売を通して地域活性化に取り組んでいる。鍋をデザインしたピンクの看板を目印に出店し、「ピンクのおばちゃんたちの元気なファクトリー」として知られる。
宇川地域では、過疎高齢化の様々な課題を地域連携によって解決すべく、2009年（平成21年）度から上宇川地区と下宇川地区の14の区長等で「宇川里力再生会議」を結成している。委員自らが地域において宇川の素晴らしさをアピールするべく行動を起こすとともに、住民との交流を深め、地域の特産品開発につなげるべく企画されたイベントのひとつに、「宇川・美味しんぼ大会」がある。「宇川・美味しんぼ大会」は2010年（平成22年）10月31日に、宇川小学校を会場に初めて開催され、宇川地域の海や山の食材の特色を活かした料理を5チームで22品目考案し、約130名の来場者が試食し、好評を博した。
継続開催を望む声が多数寄せられたことから、取組みの中心となった女性達が「宇川の山と海に囲まれた豊かな自然を『食』を通じて他の地域に発信する」ことを目的として、活動拠点となる厨房を探し、上宇川保育園と統合して宇川保育園となり閉鎖（2010年（平成22年）4月）されていた、旧下宇川保育所の建物に目をつけた。しかし、同所の厨房の利用を京丹後市に交渉したものの叶わなかったことから、相談を受けた宇川連合区長会が替わって市からこの建物を借り受けることになった。建物は宇川アクティブライフハウスとして再生され、2014年（平成26年）からその厨房を活動拠点として宇川加工所が誕生した。2015年（平成27年）頃からは、春と秋の年2回、地元の食材を使った手作りのランチバイキングが企画され、2018年（平成30年）からはさらに経ヶ岬灯台に定期的に出店するなど、活動の幅を広げている。
宇川加工所をきっかけに開設された宇川アクティブライフハウスは、その後、宇川地域コミュニティの活動拠点として、地域の文化祭や卓球教室や囲碁教室などの公民館活動、金曜市、各種会議場などに利用されている。

## 企画運営
基本的に参加者ひとりひとりが自ら企画し、商品の開発・販売も個人の責任において行われる。組織運営は参加者の会費制により、会員は共同で宇川アクティブライフハウスの厨房を利用する権利を持つ。各製品は京丹後市内の道の駅や宇川温泉吉野の里の土産物コーナーや、ふるさと納税の返礼品などとして、様々な手段により販売されている。多くが個人商品であるが、宇川加工所として会員が協同する場合もある。加工品製造の他に以下のような企画を主に実施する。
ランチバイキング
2015年頃から毎年春秋に実施されている。2015年春には、地元食材を多く使った料理が40種類ほど出された。来場者は2日間で約300人。2017年秋の回では、いのしし肉を使ったしし汁、海藻をつかった白和え、丹後町の特産品であるへしこのパスタ、サザエご飯など、宇川地域の初冬の味覚を提供した。
経ヶ岬灯台の名物弁当の開発、特産品販売
近畿最北端の経ヶ岬灯台は、大型観光バスも立ち寄る人気の観光地で、かつては食堂があったが、10年以上前に閉鎖された。2018年（平成30年）から宇川住民の間で経ヶ岬灯台の荒廃した遊歩道を整備したり、「灯台まつり」を開始するなど灯台を観光資源としての活用しようとする動きがあり、宇川加工所もその動きに賛同した。灯台名物にしようと「岬べんとう」を開発し、同年4月末から月2回、週末に経ヶ岬灯台での販売を開始した。弁当は、地元の食材にこだわり、アゴ（トビウオ）のフライ、ジンバ（海藻）など旬の食材を味わえ、地域の賑わい創出の一助となっている。あわせて、京都府立海洋高等学校が開発したサバ缶詰などの丹後地方の特産品も販売した。
宇川金曜市
宇川地域では、食料品を扱う唯一のスーパーマーケットであった「にしがき」が2019年（平成31年）1月に撤退し、2020年（令和2年）2月には宇川温泉にあったマルシェも改装工事のために休業したため、別のスーパーが運営する週1回の移動販売車が住民生活を支えている。住民が買い物をしたり商品を卸したりする場がほぼ失われたため、宇川加工所は連合区などと結成する「宇川スマート定住協議会」に買い物弱者対策を提案し、2020年（令和2年）3月から毎週金曜日に宇川アクティブライフハウスで「金曜市」を開催した。宇川加工所の他に農家や海産物加工グループなど25以上の個人やグループが出品し、イカやサバなどの干物や旬の野菜、総菜、弁当など70種類以上が販売されている。
当初は買い物弱者対策としてはじめられた「金曜市」だが、市の立つ日には、会場である宇川アクティブライフハウスの喫茶室に集う住民の交流が始まり、地域住民の交流機会としても歓迎されている。
龍谷大学政策学部ゼミと共同開発
宇川地域では2016年（平成28年）から龍谷大学政策学部の今里佳奈子ゼミが地域活性化の研究のために休耕田で米を育てるなどの活動をしている。宇川加工所は2018年（平成30年）から、その米を使った商品開発に協力し、具材の工夫や調理法の助言や、経ヶ岬灯台の一般公開での販売を支援している。
伝統料理の復活
地域食材の活用を視野に商品を開発するなかで、21世紀には失われていた郷土の伝統食の復活につながった商品のひとつに「アユのかす漬け」がある。2018年（平成30年）に「里の公共員」としても活動する増田昌代が、3年間の試行錯誤の末に再現に成功した。江戸時代中期から昭和期にかけて農閑期の冬に伏見の酒蔵に出稼ぎに出向いた丹後杜氏（宇川杜氏）が持ち帰った酒粕に、宇川のアユを漬け込み、次の冬に酒蔵への土産にもしたものであるが、高齢化による杜氏の減少と河川環境の変化による鮎の遡上数減により、途絶えていた宇川の食文化である。

## おもな製品

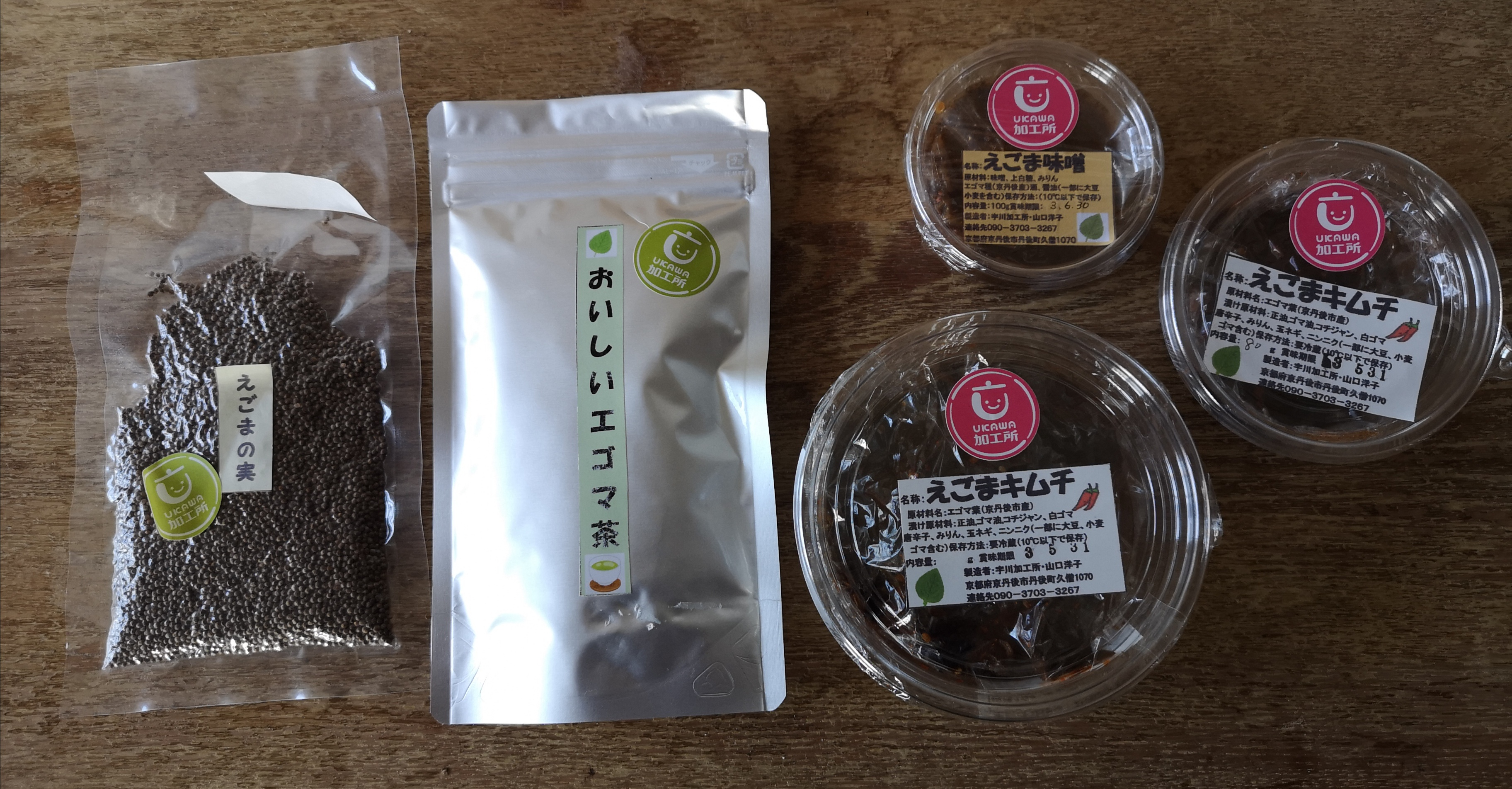
宇川産のエゴマ商品

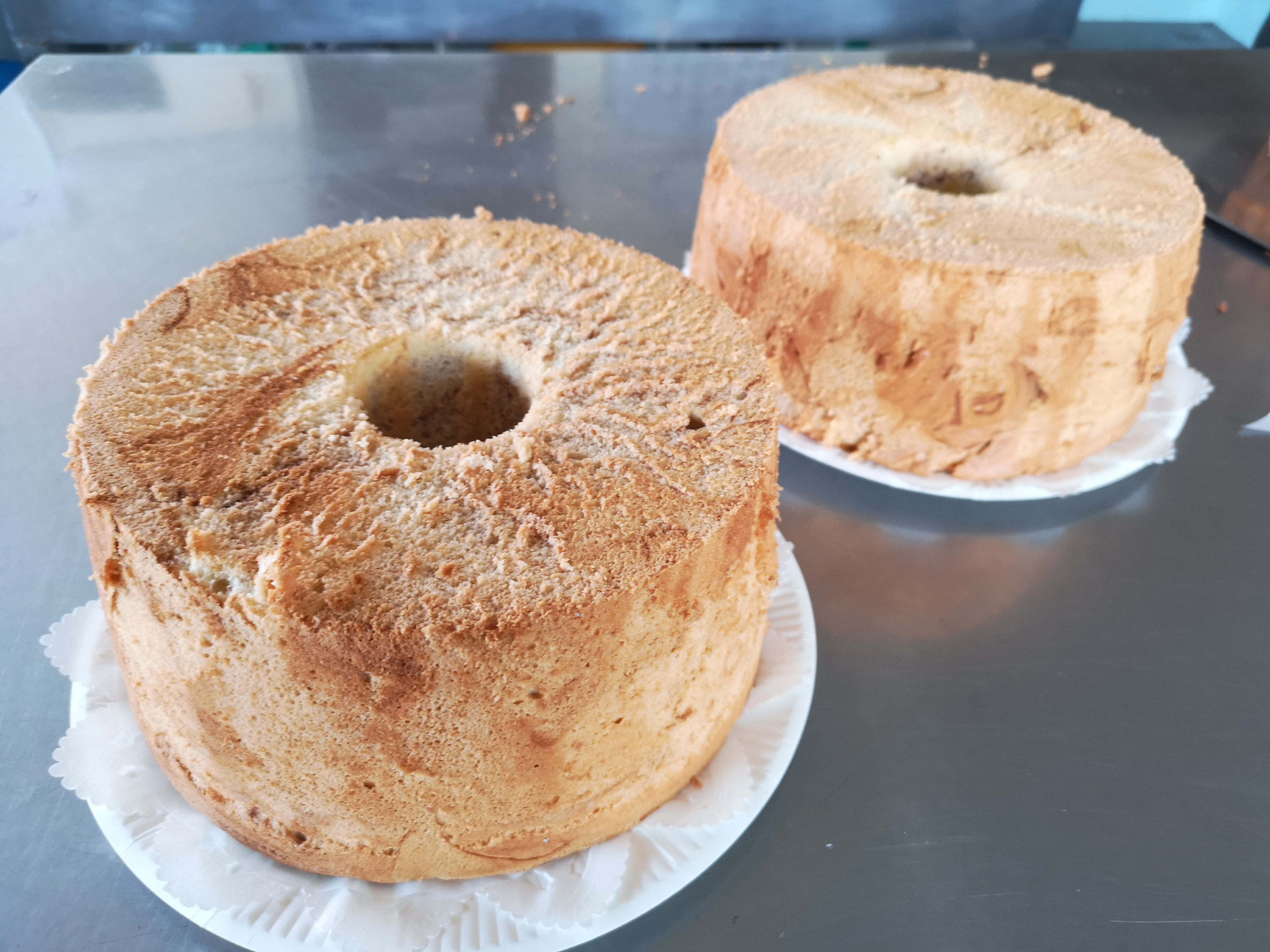
宇川加工所で作られたシフォンケーキ

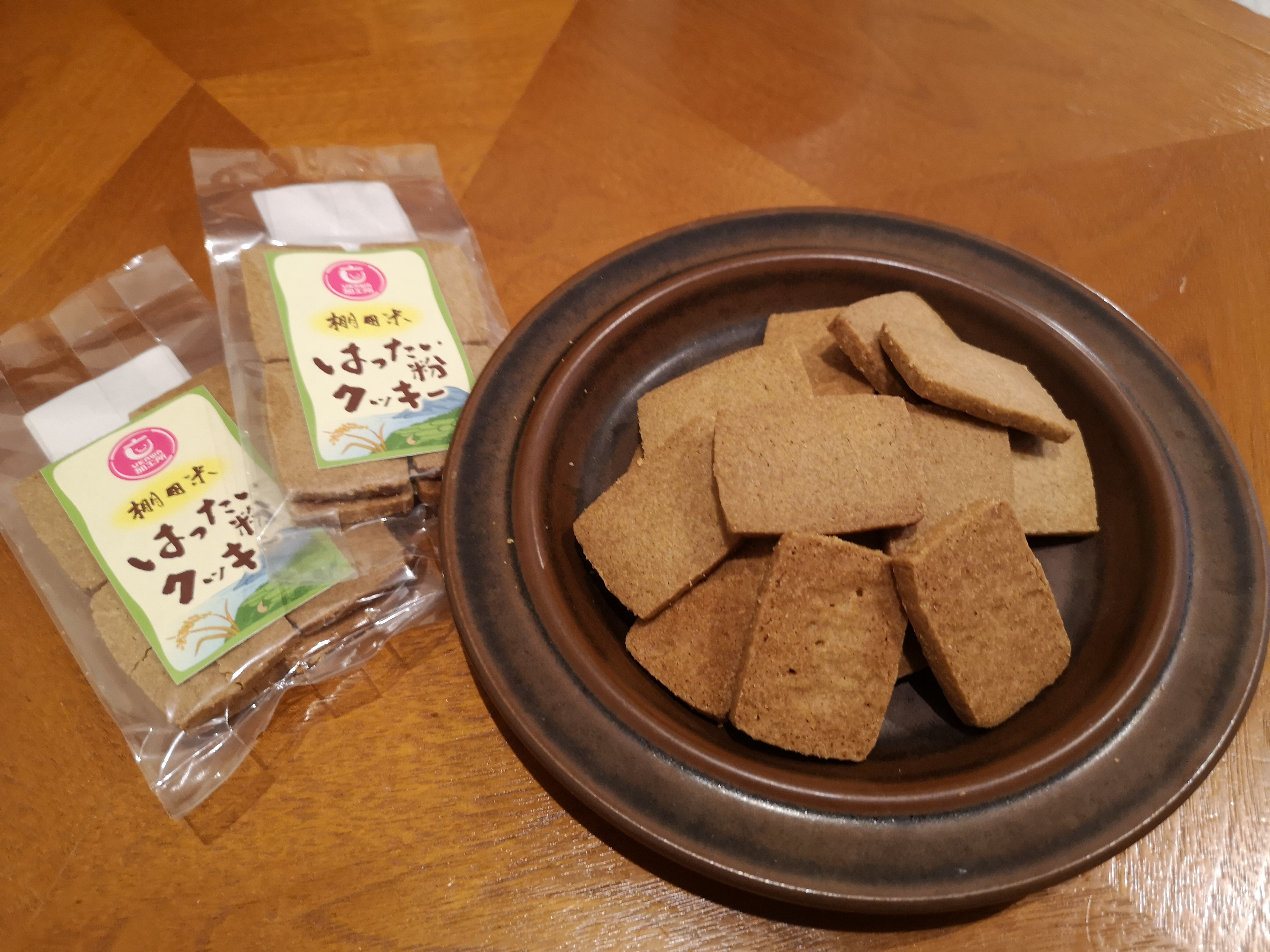
袖志の棚田米を原料とする「はったい米クッキー」

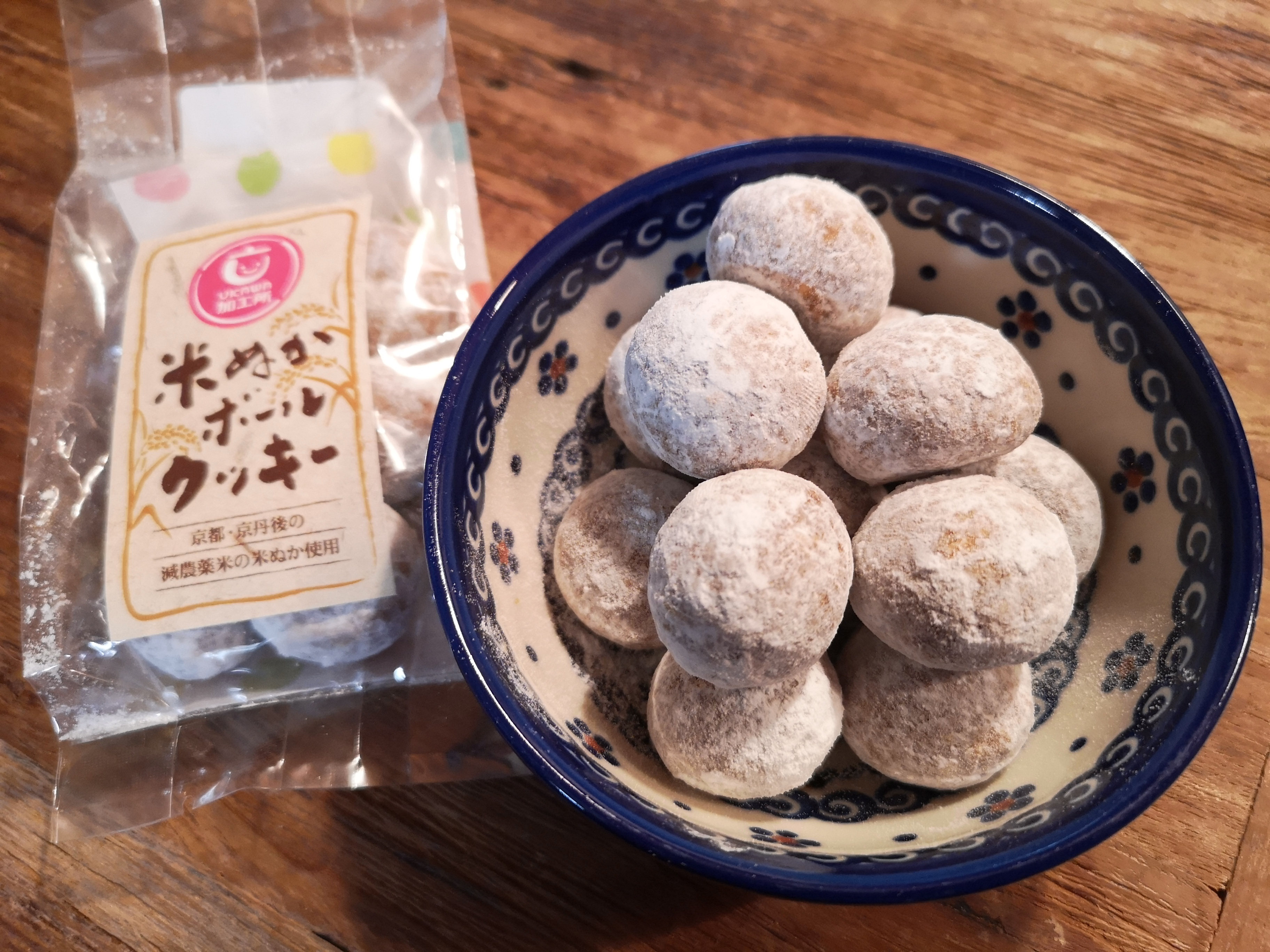
純度100％の米ぬかで作られた「米ぬかボールクッキー」

加工所の会員のアイデアから生まれた商品は10数種ある。会員個々人が商品を作り、個人名義で商品を販売しているが、「えごまキムチ」と「宇川米はったい粉」に関しては、グループで企画制作している。

### 地域特産の「はったい粉」を使用した商品
- 宇川米はったい粉
- はったい粉キャラメル - 「まさよさん」作
- はったい粉クッキー - 「あけちゃん」作

「日本の棚田百選」にも選ばれた景勝地袖志の棚田の玄米など、宇川のお米から作られたはったい粉を使用した製品。はったい粉は通常麦粉が使用されるが、丹後地方では玄米を煎って粉にしたもののことを指す。このお米は廃棄されるくず米を使用しており、環境に配慮されている。上記「宇川米はったい粉」を使用して「はったい粉キャラメル」や「はったい粉クッキー」を作っている。「はったい粉キャラメル」は、棚田で田植えや稲刈りといった作業をしてくれるボランティアの人たちに配れるお菓子を作りたいという想いから生まれ、発想はきなこキャラメルからヒントを得て作られた。バター、練乳、はったい粉を練りこんで作った約3センチ角のキャラメルで、生キャラメルのような口どけの良さが特徴。

### 米ぬかを使用した商品
- 米ぬかケーキ - 「ようこさん」作
- 米ぬかボールケーキ - 「あけちゃん」作

地元で無農薬や減農薬にこだわって米作りを行う農家の支援となるものを作りたいという想いから生まれた商品で、アレルギーの原因物質を含まないミネラルがたっぷり含まれた純度100パーセントの米ぬかを使用している。米ぬかケーキが、最初に加工品として登録された。

### えごまを使用した商品
- えごまシフォンケーキ - 「れいこさん」作
- えごまキムチ
- エゴマ味噌

宇川地区の休耕田を活用して栽培された、獣害を受けないえごまを使用している。えごまキムチはえごまの葉の部分を、えごまシフォンケーキは実の部分を使用している。

### その他の商品
- 岬弁当 - 「せっちゃん」作

日本有数の歴史をもつ経ヶ岬灯台を観光資源として活用しようという取り組みの一環で、当初は経ヶ岬限定販売商品として考案された。2018年4月から週末に月2回ほど出店する（新型コロナウイルス感染症の流行を受けて2021年現在は休止中。）。アゴ（トビウオ）のフライ、ジンバ（海藻）、水菜のおひたしなど、地元の食材や季節の旬の食材を生かした内容となっている。
- フルーツ大福 - 「えっちゃん」作

京丹後市内の国営農地で栽培されているピオーネと地元産の小豆を使った大福。
- 磯クッキー - 「えっちゃん」作

磯の岩場で摘んだアオサ入りのクッキー。
- よもぎ餅 - 「ことちゃん」作

制作担当者が家族と一緒に丹後町界隈で摘んだよもぎをたっぷり使用したお餅。
- わかめのパー - 「じゅんちゃん作」

丹後町の特産である板わかめを製造するときに出る切れ端を使用したわかめのふりかけ。商品名の「ぱー」は、ぱーっとふりかけることから名付けられた。
- サザエご飯
- 鮎飯

宇川の特産品として知られるアユの炊き込みご飯。
- 宇川ジャム